# Джейкобс, Артур
Артур Джейкобс (англ. Arthur Jacobs, 7 марта 1922, Лос-Анджелес — 27 июня 1973, там же) — американский кинопродюсер, снявший на своей студии APJAC Productions такие фильмы, как «Планета обезьян», «Доктор Дулиттл», «Goodbye, Mr.Chips», «Сыграй ещё раз, Сэм» и «Том Сойер».

## Биография
Артур Джейкобс родился в еврейской семье в Лос-Анджелесе. Его отец умер в 1940 году в автокатастрофе, а мать умерла в 1959 году от рака. В 1942 году Джейкобс изучал кинематограф в Университете Южной Калифорнии. В 1943 году работал курьером в Metro-Goldwyn-Mayer, позже перешёл в отдел рекламы. В 1946 году работал публицистом в Warner Bros. В 1947 году покинул Warners и открыл свою собственную фирму в области связей с общественностью, в 1956 году организовал The Arthur P. Jacobs Co., Inc. Среди клиентов его компании были Грегори Пек, Джеймс Стюарт, Джуди Гарленд и Мэрилин Монро.
В 1963 году Джейкобс организовал кинопродюсерскую компанию APJAC Productions, которая в следующем году через дистрибьютерскую сеть 20th Century Fox выпустила свой первый фильм «What a Way to Go!». Джейкобс обеспечил финансирование своего проекта, пригласив на главную роль звезду Fox Мэрилин Монро. Но смерть Монро в 1962 году вынудила Джейкобса заменить её Ширли Маклейн. «What a Way to Go!» стал одним из самых кассовых релизов Fox в 1964 году. Заработав достаточно доверия на студии, Джейкобс получил финансирование на съёмки фильма «Доктор Дулиттл», который провалился в прокате и получил отрицательные отзывы критиков. Но в противовес этому вышедший в 1968 году фильм «Планета обезьян» стал кассовым хитом и получил четыре сиквела. В том же году Джейкобс женился на актрисе Натали Транди, которая играла различных персонажей во всех четырёх продолжениях.
APJAC Productions объединила усилия с Jerome Hellman Productions для производства мюзикла «Goodbye, Mr Chips» для MGM. Несмотря на то, что фильм был дешевле в производстве, чем «Доктор Дулиттл», он также не окупился в прокате. По словам Транди, Джейкобс заявил: «Я никогда в своей жизни не сниму фильм, который не сможет посмотреть вся семья», и передал права на «Полуночного ковбоя» своему партнёру Джерому Хеллману без гонорара, сказав: «В нём не будет указано моё имя». Хеллман, как продюсер «Полуночного ковбоя», получил премию «Оскар» за лучший фильм. В 1973 году APJAC Productions была переименована в APJAC International. Джейкобс выпустил финансируемый «Ридерз Дайджест» мюзикл «Том Сойер», в котором были представлены как сценарий, так и музыкальная партитура братьев Шерман. Он должен был стать первым фильмом в пятисерийной сделке с плодовитыми композиторами. Но 27 июня 1973 года, во время производства фильма «Гекльберри Финн», Джейкобс умер от сердечного приступа в возрасте 51 года.
Помимо «Гекльберри Финна» Джейкобс одновременно работал над другими проектами. Он сделал пилот для телесериала «Возвращение Топпера» с Родди Макдауэллом, Стефани Пауэрс и Джоном Рэндольфом в главных ролях; был исполнительным продюсером телесериала «Планета обезьян» и разрабатывал полнометражный научно-фантастический фильм «Путешествие океанавтов». Транди, принимавшая участие в съёмках «Гекльберри Финна», после смерти мужа, взяла на себя руководство над APJAC Productions и продала все права и финансовое участие в франшизе «Планета обезьян» компании Fox, решив сосредоточиться на других проектах.

## Фильмография
- What a Way to Go!, 1964
- Доктор Дулиттл, 1967
- Планета обезьян, 1968
- The Chairman, 1969
- Goodbye, Mr. Chips, 1969
- Под планетой обезьян, 1970
- Бегство с планеты обезьян, 1971
- Сыграй ещё раз, Сэм, 1972
- Завоевание планеты обезьян, 1972
- Том Сойер, 1973
- Битва за планету обезьян, 1973
- Гекльберри Финн, 1974